# Ostrogóra (Wyżyna Olkuska)

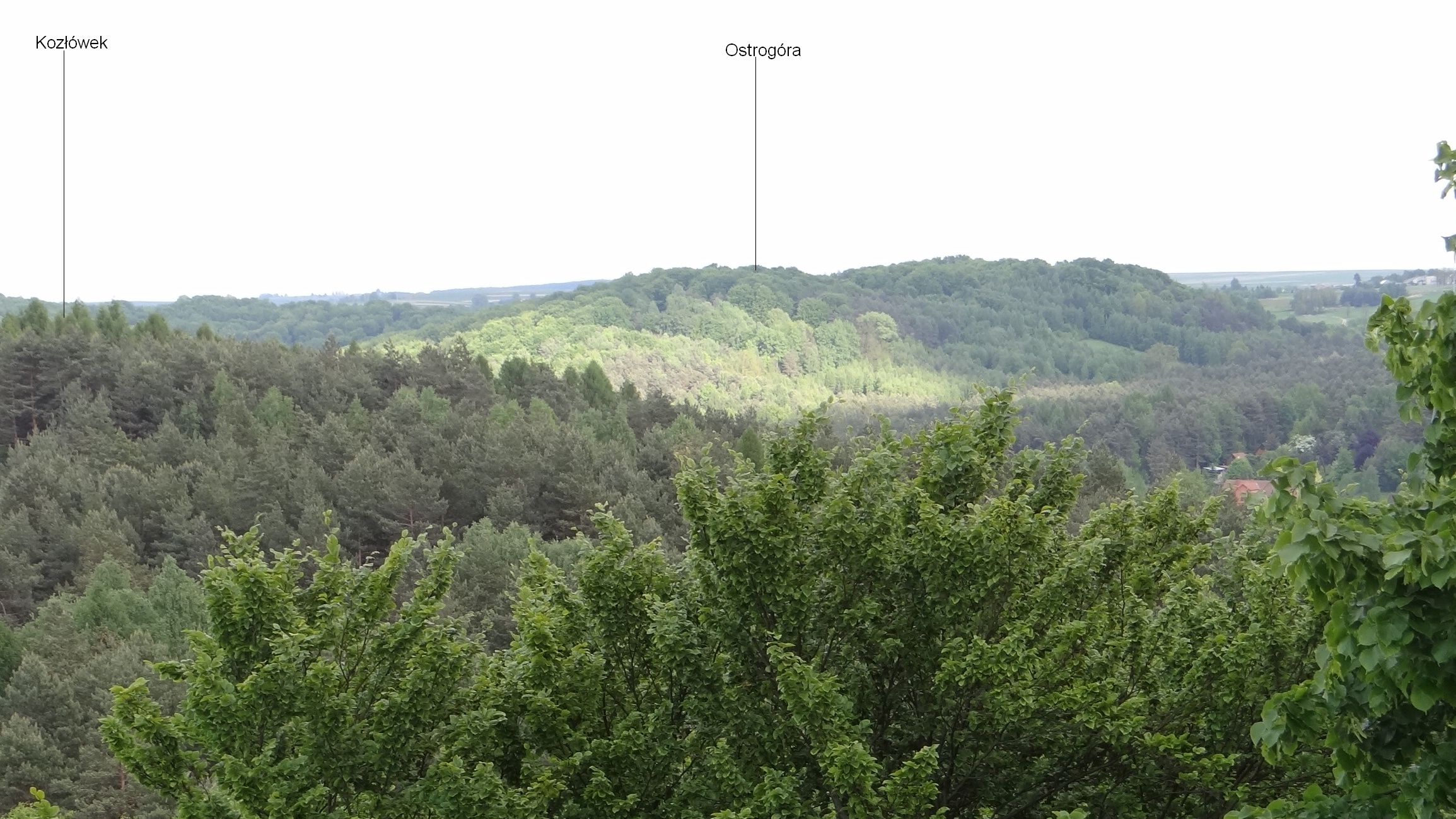
Widok ze szczytu Igieł Olkuskich

Ostrogóra (436 m)  – wzniesienie pomiędzy wsiami Podlesie i Troks w województwie małopolskim, w powiecie olkuskim, w gminie Olkusz. Jest w większości zarośnięte lasem. Jest to obszar Wyżyny Olkuskiej będącej częścią Wyżyny Krakowsko-Częstochowskiej.